# Akyaawa Yikwan
Akyaawa Yikwan était une membre de la famille royale du royaume ashanti. Elle fut une prêtresse mais surtout la principale négociatrice du traité de paix qui a mis fin à la première guerre anglo-ashanti, en 1831.

## Biographie
Akyaawa Yikwan, née sans doute dans les années 1740, est la fille du roi Osei Kwadwo du royaume ashanti en Afrique de l'Ouest. Sa mère était une épouse coutumière du roi Osei Kwadwo.
Le royaume ashanti s’était développé dans l’arrière-pays  de ce qui est devenu le Ghana. À partir du milieu du XVIIe siècle, les tensions sont croissantes entre la colonie britannique de la Gold Coast, le royaume d’Ashanti et les communautés fantis de la côte. En 1825, après la guerre de Katamanso, menée par les forces ashantis contre des peuples fantis recevant le soutien des européens, notamment des anglais, Ankyaawa est capturée. Akyaawa est échangée aux Danois et emprisonnée dans le fort Christiansborg. Deux de ses frères ont été tués pendant cette guerre et son beau-fils Oti Payin a été décapité.
Le Conseil des marchands d'Accra, dont faisaient partie les Britanniques, estime alors que la position d'Akyaawa au sein de son peuple en font une intermédiaire de qualité pour négocier avec Kumasi, la capitale du royaume Ashanti. Akyaawa est achetée par les Britanniques et libérée en 1831 en tant qu'émissaire auprès du royaume d'Ashanti. Son action se traduit par un traité de paix qui ouvrent des routes commerciales entre les deux parties. Elle revient à Kumasi en novembre 1831. En reconnaissance de ses efforts en faveur de la paix, l'empereur Osei Yaw lui accorde la distinction d'être appelée Yikwan, ce qui, en langue twi, signifie « celle qui crée un nouveau chemin ». Elle meurt probablement peu de temps après.